# 尼姆巴島
尼姆巴島（Mnemba Islands）是東非國家坦桑尼亞的島嶼，位於該國最大島嶼安古迦島東北2公里，長6.6公里、寬4.0公里，面積約0.1平方公里，是水肺潛水的熱門地點。
5°49′14.21″S 39°23′1.29″E / 5.8206139°S 39.3836917°E